# The Cool Surface
The Cool Surface è un film thriller del 1994 scritto e diretto da Erik Anjou e interpretato da Robert Patrick, Teri Hatcher, Cyril O'Reilly, Matt McCoy, Shannon Dobson e Ian Buchanan.

## Trama
Uno scrittore torna a Hollywood dopo aver finito il suo romanzo nel deserto. Ancora indignato dal suicidio della sua ragazza e dalle critiche del suo editore al suo romanzo, rimane incuriosito dalla relazione violenta della coppia vicina. Alla fine interviene e viene coinvolto con la donna, basando un nuovo libro sulla loro relazione sempre più violenta scatenata dalla folle gelosia dei suoi amici e dalla sua carriera di attore.